# 121 (szám)
A 121 (római számmal: CXXI) egy természetes szám, négyzetszám és félprím, a 11 négyzete.

## A szám a matematikában
A tízes számrendszerbeli 121-es a kettes számrendszerben 1111001 (121 = 1 · 26 + 1 · 25 + 1 · 24 + 1 ·  23 + 1 · 20), a nyolcas számrendszerben 171 (121 = 1 · 82 + 7 · 81 + 1 · 80), a tizenhatos számrendszerben 79 (121 = 7 · 161 + 9 · 160) alakban írható fel.
A 121 páratlan szám, összetett szám, azon belül négyzetszám és félprím, kanonikus alakban a 112 hatvánnyal, normálalakban az 1,21 · 102 szorzattal írható fel. Három osztója van a természetes számok halmazán, ezek növekvő sorrendben: 1, 11 és 121.
A 121 az első szám, ami minden nála kisebb számnál több, 13 különböző szám valódiosztó-összegeként áll elő, ezért erősen érinthető szám. (A238895 sorozat az OEIS-ben)
Középpontos tetraéderszám.
A 121 négyzete 14 641, köbe 1 771 561, négyzetgyöke 11, köbgyöke 4,94609, reciproka 0,0082645. A 121 egység sugarú kör kerülete 760,26542 egység, területe 45 996,05804 területegység; a 121 egység sugarú gömb térfogata 7 420 697,364 térfogategység.
A 121 helyen az Euler-függvény helyettesítési értéke 110, a Möbius-függvényé 0, a Mertens-függvényé −3.